# 곽철호
곽철호(한국 한자: 郭喆鎬, 1986년 5월 8일 ~ )는 대한민국의 축구 선수로, 포지션은 스트라이커이다. 현재 대전 코레일 소속으로 뛰고 있다.

## 클럽 경력
2008년 대전 시티즌에 입단하며 프로무대에 데뷔, 돌풍의 젊은이로서 기량을 보여줄 것으로 생각했지만 별다른 활약을 보여주지 못하며 광주 상무로 군입대하였다. 광주 상무 입단 후에도 2010 시즌에는 한 경기 출전에 그쳤다.
상주로 연고지를 이전하여 상주 상무 피닉스가 된 2011 시즌, 6월 25일 전북 현대 모터스 전에서 후반 4분 교체 출전하면서 시즌 첫 경기를 치렀다. 같은 해 7월 2일, 대구와의 경기에서 선발 출전하였다. 후반 24분 골키퍼 권순태가 퇴장을 당하는데, 다른 골키퍼들은 승부조작에 연루되어 팀을 이탈한 상태였기 때문에 남은 골키퍼가 없었던 관계로 어쩔 수 없이 곽철호가 급조된 유니폼을 입고 골키퍼로 뛰었다. 곽철호는 곧 티아구 키리누의 페널티킥을 막는 등 상주의 골문을 지켰다.
2012년 내셔널리그의 창원시청에 입단하였다. 2012년 3월 10일에 열린 인천 코레일과의 경기에서 창원 입단 이후 첫 골을 넣었다.
2016년 대전 코레일로 이적하였다.

## 수상

### 개인
- 내셔널리그 득점상: 2016
- 내셔널리그 베스트 11: 2015, 2016